# Secamone sinica
Secamone sinica är en oleanderväxtart som beskrevs av Handel-mazzetti. Secamone sinica ingår i släktet Secamone och familjen oleanderväxter. Inga underarter finns listade i Catalogue of Life.